# Ров (село)
Ров (укр. Рів) — село на Украине, находится в Жмеринском районе Винницкой области.
Код КОАТУУ — 0521085003. Население по переписи 2001 года составляет 688 человек. Почтовый индекс — 23135. Телефонный код — 4332.
Занимает площадь 0,987 км².

## Адрес местного совета
23135, Винницкая область, Жмеринский р-н, с. Ров, ул. Пушкина, 3